# O Jogo da Vida e da Morte
O Jogo da Vida e da Morte  é um filme brasileiro de 1972, dirigido por  Mário Kuperman, como roteiro de Mário Kupermane diálogos de Mário Prata, baseado na peça Hamlet, de William Shakespeare.

## Sinopse
João (Walter Cruz) ouve por meio da médium Mãe Chiquinha a voz do pai, que acusa Cláudio (Juca de Oliveira), tio do rapaz, de tê-lo assassinado. Angustiado, João passa a agredir Ofélia (Yolanda Braga), sua namorada, que resolve recorrer às drogas como forma de aliviar a dor. Quando João confirma suas suspeitas, resolve agir, mas mata a pessoa errada, o que irá desencadear um terrível jogo de vida e de morte.

## Elenco[2]
| Ator/Atriz        | Personagem  |
| ----------------- | ----------- |
| Odete Lara        | Gertrudes   |
| Juca de Oliveira  | Cláudio     |
| Yolanda Braga     | Ofélia      |
| Walter Cruz       | João        |
| Sérgio Mamberti   | Marcelo     |
| Flávio São Thiago | Laerte      |
| Chocolate         | Polônio     |
| Rui Resende       | Reinaldo    |
| Lúcia Mello       | Atriz de TV |
| Lutero Luiz       | Místico     |
| Ilema de Castro   | —           |